# Kim Myong-gil
Kim Myong-Gil (16 de outubro de 1984), é um futebolista Norte-Coreano que atua como goleiro. Atualmente, joga pelo Amrokgang. Disputou a Copa do Mundo de 2010 representado seu país.